# 錫克斯龐德鎮區 (北卡羅萊納州沃倫縣)
錫克斯龐德鎮區（英語：Sixpound Township）是位於美國北卡羅萊納州沃倫縣的一個鎮區。

## 地方資料
錫克斯龐德鎮區的面積為126.39平方千米，皆為陸地。根據2020年美國人口普查的數據，當地共有人口1182人，而人口密度為每平方千米9.35人。